# Java Desktop System

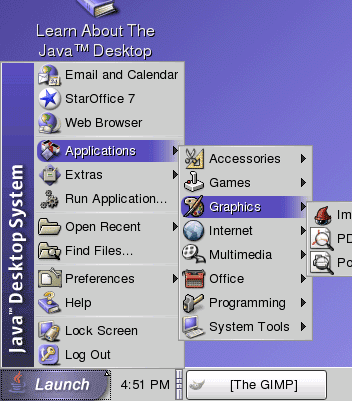

JDS (англ. Java Desktop System, раніше — проект Mad Hatter) — графічна система, інтерфейс для настільних комп'ютерів, що працюють під управлінням операційної системи Solaris  і OpenSolaris компанії Sun. Існувала також версія і для GNU/Linux, але в 2006 році її продаж та підтримка були припинені.
JDS розрахована на середнього користувача ПК, якому для роботи необхідні стандартні офісні програми, 
JDS розрахована на середнього користувача ПК, звиклого до ОС Microsoft Windows, якому для роботи необхідні стандартні офісні програми, такі, як текстовий та табличний процесор, браузер, електронна пошта, календар, програма обміну миттєвими повідомленнями.
Sun Java Desktop System є доповненням до Java Enterprise System в частині надання повнофункціонального робочого місця без вірусів і великих витрат на ліцензування.

## Версії
JDS 1 була включена до складу Solaris 10, під час установки якої користувачеві пропонувався вибір між CDE і JDS. JDS Release 2 також був доступний для дистрибутивів Linux, заснованих на SuSE.
JDS версії 2 включає в себе:
- Java
- GNOME (з темою Blueprint за замовчуванням)
- StarOffice
- Mozilla
- Evolution
- MP3 і CD-програвач
- Java Media Player, що входить до складу Java Media Framework
- Pidgin
- RealPlayer

Також Java Desktop System включає безкоштовні засоби адміністрування, що підтримують централізоване налаштування конфігурацій, розгортання додатків і управління користувальницьким середовищем. Крім того, рішення Java Desktop System 2 включає поліпшені інструменти для розробників додатків Java для робочого столу.
JDS Release 3 заснований на GNOME 2.6 і доступний тільки на платформі Solaris 10. Sun використовував JDS на всіх робочих станціях під управлінням Solaris 10.
JDS для OpenSolaris іноді називається OpenSolaris Desktop. OpenSolaris Desktop 01 (28 жовтня 2005 року) і OpenSolaris Desktop 02 (23 грудня 2005 року) засновані на GNOME 2.10 і GNOME 2.12 відповідно.

## Робоча платформа для розробників
Система Java Desktop System включає багатофункціональне середовище розробки додатків мовою Java, підтримуючу ОС Linux і Solaris.
- Sun Java Studio Standard — потужне і зручне середовище розробки програмного забезпечення, що дозволяє створювати найрізноманітніші програми: від програм для настільних ПК до стандартизованих додатків корпоративного класу і Web-сервісів.
- NetBeans IDE 3.6 — популярна середовище розробки програмного забезпечення з відкритим вихідним кодом, що включає ефективну комбінацію засобів впровадження та налагодження Web-додатків на всіх серверах додатків, створених на базі технології J2EE, таких як Java System Application Server.
- Платформа Java 2 Standard Edition (J2SE) — високопродуктивна захищена платформа для розробки і впровадження додатків, підтримує ОС Linux.